# Нижний Алыштан
Нижний Алыштан (баш. Түбәнге Алаштан) — село в Федоровском районе Республики Башкортостан Российской Федерации. Входит в состав Булякаевского сельсовета.

## География

### Географическое положение
Расстояние до:
- районного центра (Фёдоровка): 16 км,
- центра сельсовета (Верхний Алыштан): 1 км,
- ближайшей ж/д станции (Мелеуз): 81 км.

## Население
| 2002 | 2009 | 2010 |
| ---- | ---- | ---- |
| 95   | →95  | ↘88  |

Национальный состав
Согласно переписи 2002 года, преобладающая национальность — мордва (эрзяне) (71 %).